# 福島県中学校一覧
| 総数                                 | 228校            |
| 国立                                 | 1校              |
| 公立                                 | 219校            |
| 私立                                 | 8校              |
| 教育委員会所在地                     | 〒960-8688       |
| 福島県福島市杉妻町2-16 県庁西庁舎9階 |                  |
| 公式サイト                           | 福島県教育委員会 |

福島県中学校一覧（ふくしまけんちゅうがっこういちらん）は、福島県の中学校および義務教育学校（後期課程）の一覧。

## 国立中学校
- 福島大学附属中学校

## 公立中学校・義務教育学校

### 福島市
- 福島市立福島第一中学校
- 福島市立福島第二中学校
- 福島市立福島第三中学校
- 福島市立福島第四中学校
- 福島市立信夫中学校
- 福島市立岳陽中学校
- 福島市立渡利中学校
- 福島市立信陵中学校
- 福島市立北信中学校
- 福島市立西信中学校
- 福島市立大鳥中学校
- 福島市立平野中学校
- 福島市立西根中学校
- 福島市立松陵中学校
- 福島市立蓬萊中学校
- 福島市立吾妻中学校
- 福島市立野田中学校
- 福島市立清水中学校
- 福島市立飯野中学校

### 会津若松市

#### 県立
- 福島県立会津学鳳中学校

#### 市立
- 会津若松市立第一中学校
- 会津若松市立第二中学校
- 会津若松市立第三中学校
- 会津若松市立第四中学校
- 会津若松市立第五中学校
- 会津若松市立第六中学校
- 会津若松市立一箕中学校
- 会津若松市立大戸中学校
- 会津若松市立北会津中学校
- 会津若松市立河東学園
- 会津若松市立湊学園

### 郡山市
- 郡山市立郡山第一中学校
- 郡山市立郡山第二中学校
- 郡山市立郡山第三中学校
- 郡山市立郡山第四中学校
- 郡山市立郡山第五中学校
- 郡山市立郡山第六中学校
- 郡山市立郡山第七中学校
- 郡山市立大槻中学校
- 郡山市立小原田中学校
- 郡山市立安積中学校
- 郡山市立日和田中学校
- 郡山市立行健中学校
- 郡山市立守山中学校
- 郡山市立高瀬中学校
- 郡山市立三穂田中学校
- 郡山市立片平中学校
- 郡山市立喜久田中学校
- 郡山市立西田学園
- 郡山市立宮城中学校
- 郡山市立御舘中学校
- 郡山市立熱海中学校
- 郡山市立湖南中学校
- 郡山市立逢瀬中学校
- 郡山市立富田中学校
- 郡山市立安積第二中学校
- 郡山市立緑ケ丘中学校
- 郡山市立明健中学校

### いわき市
- いわき市立平第一中学校
- いわき市立平第二中学校
- いわき市立平第三中学校
- いわき市立藤間中学校
- いわき市立豊間中学校
- いわき市立草野中学校
- いわき市立赤井中学校
- いわき市立湯本第一中学校
- いわき市立湯本第二中学校
- いわき市立磐崎中学校
- いわき市立湯本第三中学校
- いわき市立小名浜第一中学校
- いわき市立小名浜第二中学校
- いわき市立泉中学校
- いわき市立江名中学校
- いわき市立内郷第一中学校
- いわき市立内郷第二中学校
- いわき市立内郷第三中学校
- いわき市立植田中学校
- いわき市立錦中学校
- いわき市立勿来第一中学校
- いわき市立勿来第二中学校
- いわき市立川部中学校
- いわき市立遠野中学校
- いわき市立四倉中学校
- いわき市立大野中学校
- いわき市立小川中学校
- いわき市立田人中学校
- いわき市立好間中学校
- いわき市立三和中学校
- いわき市立久之浜中学校
- いわき市立玉川中学校
- いわき市立中央台北中学校
- いわき市立植田東中学校
- いわき市立中央台南中学校

### 白河市
- 白河市立白河中央中学校
- 白河市立白河第二中学校
- 白河市立白河南中学校
- 白河市立東北中学校
- 白河市立表郷中学校
- 白河市立大信中学校
- 白河市立東中学校

### 須賀川市
- 須賀川市立第一中学校
- 須賀川市立第二中学校
- 須賀川市立第三中学校
- 須賀川市立西袋中学校
- 須賀川市立小塩江中学校
- 須賀川市立義務教育学校稲田学園
- 須賀川市立仁井田中学校
- 須賀川市立大東中学校
- 須賀川市立長沼中学校
- 須賀川市立岩瀬中学校

### 喜多方市
- 喜多方市立第一中学校
- 喜多方市立第二中学校
- 喜多方市立第三中学校
- 喜多方市立会北中学校
- 喜多方市立塩川中学校
- 喜多方市立山都中学校
- 喜多方市立高郷中学校

### 相馬市
- 相馬市立中村第一中学校
- 相馬市立中村第二中学校
- 相馬市立向陽中学校
- 相馬市立磯部中学校

### 二本松市
- 二本松市立二本松第一中学校
- 二本松市立二本松第二中学校
- 二本松市立二本松第三中学校
- 二本松市立小浜中学校
- 二本松市立岩代中学校
- 二本松市立安達中学校
- 二本松市立東和中学校

### 田村市
- 田村市立滝根中学校
- 田村市立大越中学校
- 田村市立都路中学校
- 田村市立常葉中学校
- 田村市立船引中学校
- 田村市立移中学校
- 田村市立船引南中学校

### 南相馬市
- 南相馬市立原町第一中学校
- 南相馬市立原町第二中学校
- 南相馬市立原町第三中学校
- 南相馬市立石神中学校
- 南相馬市立鹿島中学校
- 南相馬市立小高中学校

### 伊達市
- 伊達市立伊達中学校
- 伊達市立梁川中学校
- 伊達市立松陽中学校
- 伊達市立霊山中学校
- 伊達市立月舘学園中学校
- 伊達市立桃陵中学校

### 本宮市
- 本宮市立本宮第一中学校
- 本宮市立本宮第二中学校
- 本宮市立白沢中学校

### 伊達郡
- 桑折町立醸芳中学校
- 国見町立県北中学校
- 川俣町立山木屋中学校
- 川俣町立川俣中学校

### 安達郡
- 大玉村立大玉中学校

### 岩瀬郡
- 鏡石町立鏡石中学校
- 天栄村立天栄中学校

### 南会津郡
- 下郷町立下郷中学校
- 檜枝岐村立檜枝岐中学校
- 只見町立只見中学校
- 南会津町町立田島中学校
- 南会津町立荒海中学校
- 南会津町立舘岩中学校
- 南会津町立南会津中学校

### 耶麻郡
- 北塩原村立裏磐梯中学校
- 北塩原村立第一中学校
- 西会津町立西会津中学校
- 磐梯町立磐梯中学校
- 猪苗代町立猪苗代中学校

### 河沼郡
- 会津坂下町立坂下中学校
- 湯川村立湯川中学校
- 柳津町立会津柳津学園中学校

### 大沼郡
- 三島町立三島中学校
- 金山町立金山中学校
- 昭和村立昭和中学校
- 会津美里町立高田中学校
- 会津美里町立本郷中学校
- 会津美里町立新鶴中学校

### 西白河郡
- 西郷村立西郷第一中学校
- 西郷村立西郷第二中学校
- 西郷村立川谷中学校
- 泉崎村立泉崎中学校
- 中島村立中島中学校
- 矢吹町立矢吹中学校

### 東白川郡
- 棚倉町立棚倉中学校
- 矢祭町立矢祭中学校
- 塙町立塙中学校
- 鮫川村立鮫川中学校

### 石川郡
- 石川町立石川中学校
- 玉川村立泉中学校
- 玉川村立須釜中学校
- 平田村立ひらた清風中学校
- 浅川町立浅川中学校
- 古殿町立古殿中学校

### 田村郡
- 三春町立三春中学校
- 三春町立岩江中学校
- 小野町立小野中学校

### 双葉郡

#### 県立
- 福島県立ふたば未来学園中学校

#### 町村立
- 広野町立広野中学校
- 楢葉町立楢葉中学校
- 富岡町立富岡中学校
- 川内村立川内小中学園
- 大熊町立学び舎ゆめの森
- 浪江町立なみえ創成中学校
- 双葉町立双葉中学校
- 葛尾村立葛尾中学校

### 相馬郡
- 新地町立尚英中学校
- 飯舘村立いいたて希望の里学園

## 私立中学校
- 桜の聖母学院中学校：福島市
- 郡山ザベリオ学園中学校：郡山市
- 会津若松ザベリオ学園中学校：会津若松市
- 東日本国際大学附属昌平中学校：いわき市
- 磐城緑蔭中学校：いわき市
- 石川義塾中学校：石川町
- 福島成蹊中学校：福島市
- いわき秀英中学校：いわき市